# Хайм, Вэл
Вэл Рэймонд Хайм (англ. Val Raymond Heim, 4 ноября 1920, Плимут, Висконсин — 21 ноября 2019, Супириор, Небраска) — американский бейсболист. Играл на позиции аутфилдера в составе клуба «Чикаго Уайт Сокс».

## Карьера
Вэл родился 4 ноября 1920 года в Плимуте в штате Висконсин в семье Рэймонда и Коры Хайм. Его отец работал на железной дороге и они часто переезжали с места на место. Школу Вэл окончил в Айрон-Ривер в штате Мичиган. Сразу же после этого он подписал контракт с командой Главной лиги бейсбола «Чикаго Уайт Сокс».
В течение двух лет Хайм играл в фарм-клубах «Чикаго» «Джонсборо Уайт Сокс» и «Уотерлу Хокс». В сезоне 1942 года он дебютировал в Главной лиге бейсбола. После окончания чемпионата Вэл поступил на службу в морскую авиацию. Подготовку он проходил на базе Ламберт-Филд в Сент-Луисе, продолжая играть в бейсбол. В 1944 и 1945 годах Хайм служил в инженерном батальоне флота, занимался строительством инфраструктуры на острове Сайпан. После возвращения в США Вэл продолжил спортивную карьеру, играл в различных командах младших лиг в Калифорнии и Флориде, а также на Кубе. 
После завершения карьеры он с супругой Бетти некоторое время жил в Сент-Луисе, работал в кровельной компании. Позднее Вэл переехал в Супириор в штате Небраска. Там он тренировал городскую полупрофессиональную команду, работал в строительной фирме и занимался разведением крупного рогатого скота. Хайм активно участвовал в жизни города, был членом масонской ложи. В 1986 году его включили в Зал славы бейсбола Небраски. 
Вэл Хайм скончался 21 ноября 2019 года. До этого момента он был старейшим из живущих игроков Главной лиги бейсбола.